# 湖西市消防本部
湖西市消防本部（こさいししょうぼうほんぶ）は、静岡県湖西市の消防部局（消防本部）。管轄区域は湖西市全域。

## 概要
- 消防本部：湖西市古見1076番地
- 管内面積：86.65km2
- 職員定数：98人
- 消防署1か所、分署2か所
- 主力機械（2011年4月1日現在）
  - 普通消防ポンプ自動車：1
  - 水槽付消防ポンプ自動車：3
  - はしご付消防自動車：1
  - 化学消防自動車：1
  - 高規格救急自動車：4
  - 救助工作車：1
  - 水槽車：1
  - 指揮車：2
  - 指令車：1
  - 査察車：1
  - 資材運搬車：1
  - その他：8

## 沿革
- 1972年2月 湖西市と浜名郡新居町による消防組合設立準備委員会が発足し、消防組合の設立を申請する。
- 1972年3月 消防組合の設立が許可される。
- 1972年4月 湖西市・新居町消防組合が発足し、湖西市・新居町消防組合消防本部（湖西市・新居町消防本部）を設置する。
- 1973年4月 湖西市・新居町消防組合消防署（湖西・新居消防署）を設置する。
- 1977年10月 新居分署を設置する。
- 1986年10月 湖西市・新居町広域施設組合が設立され、湖西市・新居町広域施設組合消防本部・湖西市・新居町広域施設組合消防署に改称する。
- 2003年10月 西分署を設置する。新居分署を南分署に改称する。
- 2010年3月 湖西市と新居町の合併に伴い、単独消防として、湖西市消防本部・湖西市消防署に改称する。

## 組織
- 本部：消防総務課、予防課、警防課
- 消防署

## 消防署
| 消防署       | 住所               | 分署                                                 |
| ------------ | ------------------ | ---------------------------------------------------- |
| 湖西市消防署 | 湖西市古見1076番地 | 西：湖西市岡崎821番地の1 南：湖西市新居町浜名657番地 |